# Woombye
Woombye är en del av en befolkad plats i Australien. Den ligger i kommunen Sunshine Coast och delstaten Queensland, omkring 90 kilometer norr om delstatshuvudstaden Brisbane. Antalet invånare är 2 093.
Närmaste större samhälle är Nambour, nära Woombye. 
I omgivningarna runt Woombye växer i huvudsak städsegrön lövskog. Runt Woombye är det tätbefolkat, med 442 invånare per kvadratkilometer. Genomsnittlig årsnederbörd är 1 778 millimeter. Den regnigaste månaden är januari, med i genomsnitt 345 mm nederbörd, och den torraste är september, med 40 mm nederbörd.